# Microctenonyx
Microctenonyx is een geslacht van spinnen uit de familie hangmatspinnen (Linyphiidae).

## Soorten
De volgende soorten zijn bij het geslacht ingedeeld:
- Microctenonyx apuliae (Caporiacco, 1951)
- Microctenonyx cavifrons (Caporiacco, 1935)
- Microctenonyx evansae (Locket & Russell-Smith, 1980)
- Microctenonyx subitaneus (O. P.-Cambridge, 1875)